# Lautaro Yankas
Lautaro Yankas, seudónimo de Manuel Soto Morales (Talca, 6 de mayo de 1902 – Santiago, 1990), fue un novelista y cuentista chileno.  Sus novelas abarcan sobre todo temas tales como el indigenismo en Chile, retratando en sus obras animales salvajes de aquel país, indígenas como los Mapuche, así como al "roto chileno". Obtuvo los siguientes premios literarios: Premio de Cuento, diario La Nación (1924), Premio de Cuento revista Zig Zag (1925), Premio de Ensayo en los Séptimos Juegos Florales de Valparaíso (1934), Premio de Ensayo de la revista argentina Histonium (1949), Premio Latinoamericano de Literatura (1954).

## Biografía
Nació en Talca, ciudad de Chile, en donde transcurriría gran parte de su infancia y juventud temprana un 6 de mayo de 1902. estudió en la Escuela Superior de Hombres de Talca (actual Liceo Abate Molina) y en la Escuela Normal de Curicó, titulándose como Profesor Normalista con especialidad en Dibujo y Caligrafía. Trabajó como Inspector en el Liceo de Talca. 
En 1919 se traslada a Santiago y labora como Inspector y profesor en el Liceo Valentín Letelier. Más tarde estudia en el Instituto Pedagógico de la Universidad de Chile desde donde egresa en 1924 como Profesor de Artes Plásticas.Obtuvo los siguientes premios literarios: Premio de Cuento, diario La Nación (1924), Premio de Cuento revista Zig Zag (1925), Premio de Ensayo en los Séptimos Juegos Florales de Valparaíso (1934), Premio de Ensayo de la revista argentina Histonium (1949), Premio latinoamericano de Literatura (1954) por su obra El Vado de la Noche, Premio Regional de Literatura (1981) otorgado por el Círculo Literario Carlos Mondaca Cortés de La Serena.
El escritor chileno posee una prolífica obra (más de 30 libros publicados), siendo su fuerte el ensayo, la novela y el cuento. Se le vincula a la literatura indigenista, porque la mayoría de sus asuntos literarios corren por esa vereda, especialmente, el dibujo del pueblo mapuche en su eterna lucha contra el extranjero (huinca) invasor de sus tierras. Sin embargo, una lectura más detenida de sus textos, nos obliga a reflexionar sobre el tamiz diferente que aplicó el escritor a sus motivos. 
Si bien es cierto las obras más conocidas (Vado de Noche, Flor Lumao, El cazador de pumas, El Último Toqui, etc.) pintan acertadamente a los mapuches, sus costumbres, su ambiente, el carácter, no es menos cierto que la pluma solamente se detiene en un frente, sesgando un poco el abanderizarse completamente por su comprometida socialmente. En otras palabras, se echa de menos propuestas de solidaridad, defensa y comprensión de las tribulaciones por las que el pueblo mapuche ha pasado a lo largo de la historia chilena ( debiera, en todo caso, entenderse tácitamente). 
Incluso más, les presenta con la óptica de la época, o sea, un juicio nada benéfico para los habitantes primitivos de la tierra.Quien haya vivido en la región de la Araucanía, especialmente en las ciudades alejadas de Temuco, que es riñón de la zona, podrán recordar cómo, en cierta época de la historiografía, los huincas o blancos miraban con manifiesto desdén a los araucanos, motejándolos de flojos, borrachos y pendencieros.
Asimismo, rememorarán los rumores que corrían sobre la forma cómo ciertos terratenientes hicieron fortuna a costa de los habitantes de esa tierra, esquilmándolos, engañándolos, quitando sus tierras con triquiñuelas legales o abiertamente a través del robo y la ingesta de alcohol.Pero la literatura chilena, con las debidas excepciones, no ha mostrado en toda su dimensión estos hechos.En la actualidad si bien las cosas han cambiado un poco, no ha resultado eficaz para evitar la avaricia de ciertos chilenos y extranjeros.
Lautaro Yankas muestra los problemas antes descrito, las situaciones conflictivas en que se enmarcaba la vida de la Frontera, con patrones déspotas, indígenas ladrones, mujeres rebajadas en su condición de tales, comerciantes inescrupulosos, autoridades venales, conflictos permanentes por la pertenencia de la tierra y las cosechas, donde el desprecio, la desconfianza, el oportunismo y el odio es pan de todos los días. Hay mucha estigmatización y degradación del alma mapuche.Yankas cumple a cabalidad su plan trazado en el sentido de otorgar al mapuche el protagonismo necesario, ubicándolo en su justa expresión.En términos literarios, el escritor gustó de la síntesis, la precisión y la concisión en su escritura, como asimismo, se nota en ella la importancia de la luz, tanto en diseño de los personajes como en el reflejo de sus almas.Lautaro Yankas es autor de una obra profusa, donde campea, reiteramos, el cuento, la novela y el ensayo. 
Hay miradas ensayistas a la pintura, propia de quien estudió Artes Plásticas como también reflexiones en torno a la trascendencia valórica de ciertos escritores chilenos y extranjeros. Pero su fuerte, ya está dicho, es la caracterización del alma mapuche al través de sus novelas. No obstante lo anterior, la literatura chilena no ha perfilado el trabajo literario de Lautaro Yankas en su justa medida. Inclusive, en algunos panoramas o estudios críticos, se le ignora o se le cita muy rápidamente. Si no fuera porque algunos de sus textos, como por ejemplo, “El cazador de pumas” o “el Último Toqui”, se leen esporádicamente en las escuelas, su nombre pasa inadvertido en la historia de la literatura chilena.

## Obra
- 1924: La bestia hombre
- 1926: Marina
- 1927: La risa del Pillán
- 1930: Mujer del Laja
- 1931: Flor Lumao
- 1933: D. H. Lawrence
- 1933: La Cautiva
- 1934: Esquema de Luis Duran
- 1935: La morena de la loma

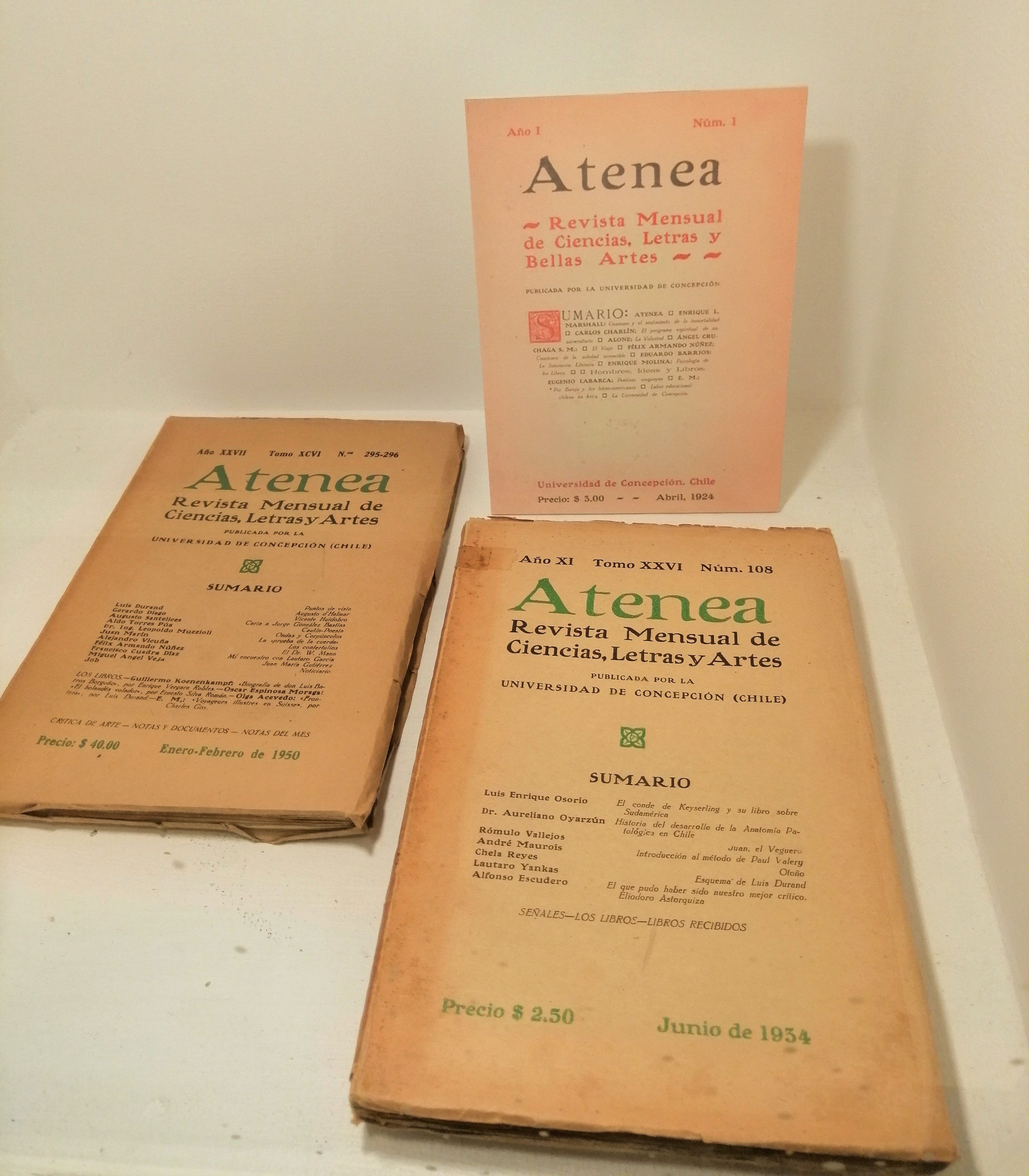
Publicación de «Esquema de Luis Durand» en el número 108 (1934) de la revista Atenea.

- 1939: Espíritu y formas de la novela
- 1939: La llama
- 1943: La ciudad dormida
- 1945: Rotos (con Leoncio Guerrero)
- 1947: El cazador de pumas
- 1950: Itinerario de la pintura chilena
- 1950: El último toqui
- 1953: Conga, el bandido y Garra de Puma
- 1953: La literatura chilena de contenido social
- 1955: El vado de al noche
- 1957: Respondona Gabriela Mistral
- 1957: Pedro Luna y el misterio cromático
- 1960: Cuentistas y novelista del mar chileno
- 1962: Las furias y las vírgenes
- 1964: De la literatura chilena y la crítica
- 1966: Ricardo Latcham y el ensayo literario
- 1967: El paisaje y la gente de Chile en la obra de Federico Gana
- 1968: Dimensión y estilo de Mariano Latorre
- 1970: Los araucanos y otros aborígenes
- 1972: Doña catalina, un reino para la Quintrala
- 1972: Miguel Ángel Asturias
- 1975: Dilucidación del criollismo
- 1976: La poesía del mar chileno
- 1978: El barroco y el neobarroco en la literatura chilena
- 1980: La narrativa chilena
- 1985: Quien es quien en las letras chilenas
- 1990: Lautaro Yankas